# Ferrocarril del Este de Manchuria
El Ferrocarril del Este de Manchuria (japonés: 東満洲鉄道, Higashimanshū Tetsudō; chino: 東満洲鐵道, Dōngmǎnzhōu Tiědào; coreano: 동만주 철도 (Dongmanju Cheoldo) era una empresa de ferrocarriles de Manchukuo con sede en Hunchun, provincia de Jilin. Su línea principal iba desde Hunyung en Corea por la línea Este del norte de Chosen (ahora Línea Hambuk) del Ferrocarril del Sur de Manchuria (Mantetsu) hasta Panshi en la línea Fenghai del Ferrocarril Nacional de Manchukuo vía Hunchun. Desde la línea principal había ramales a Gangouzi y Dongmiaoling.
Era el único ferrocarril de propiedad privada que cruzaba el río Tumen entre Corea y Manchukuo. Fue dañado durante la Guerra del Pacífico, y después del final de la guerra fue clausurado y desmantelado.

## Descripción
Desde Hunyung por la línea Este del norte de Chosen de Mantetsu, la línea iba hacia el norte, cruzando el río Tumen y entrando en Manchuria. Luego giraba hacia el este, siguiendo el río antes de llegar a Hunchun, que era la estación principal. Desde allí, pasando por Luotuohezi y Maquanzi, llegaba a Panshi por la línea Fenghai de Mantetsu. Desde Luotuohezi había un ramal a Gangouzi, y en Maquanzi estaba el punto de partida del ramal a Dongmiaoling.
Dado que parte del ferrocarril estaba dentro de territorio coreano, los primeros 1,2 km desde Hunyung hasta el punto medio del puente del río Tumen estaban bajo la jurisdicción de la Oficina de Ferrocarriles del Gobierno General de Corea y la ley ferroviaria coreana; el resto de la línea estaba dentro de Manchukuo, y por lo tanto estaba bajo la jurisdicción de la Ley de Ferrocarriles Privados de Manchukuo.

## Historia

### Ferrocarril de Hunchun
Se desconocen los motivos originales de la construcción del ferrocarril, ya que no se han localizado documentos relevantes de la época. Sin embargo, estaba bien ubicado para ser un ferrocarril que alimentara al Ferrocarril del Sur de Manchuria, y estaba en una buena posición para promover el desarrollo industrial en el este de Manchuria, y también beneficiaría al noreste de Corea.
En 1644, la dinastía Qing promulgó una ordenanza que prohibía el asentamiento en el área alrededor de Hunchun, dejando la región como un desierto virgen durante más de 200 años hasta que se levantó la prohibición en 1881. Esto lo hizo ideal para asentarse, y tanto Manchukuo como Japón tenían grandes expectativas para el desarrollo de la región. Estimulado por las buenas previsiones, el "Ferrocarril Hunchun" (琿春鉄路) se estableció en agosto de 1932, con su sede en Hunchun, y se planeó un ferrocarril de vía estrecha de 762 mm de Hunchun a Gyeongwon en Corea a través de la línea Este del norte de Chosen. Más tarde, la terminal coreana planificada se trasladó a Hunyung, debido al puente sobre el río Tumen ubicado allí que se había abierto en 1926.
Sin embargo, aunque era una distancia muy corta para ser construida dentro de Corea, era una línea internacional, con las leyes de Corea y Manchukuo siendo aplicables, lo que condujo a graves complicaciones debido al conflicto legal. En un principio, se decidió construir la línea completamente dentro de Manchukuo, y el 10 de julio de 1935 se abrió la línea de Hunchun a Yongwanzi en el lado manchú del río. Mientras tanto, los problemas en el lado coreano se resolvieron y la sección restante a través de la frontera de Yongwanzi a Hunyung se abrió el 1 de noviembre del mismo año, pero hasta febrero de 1936 no se contactó con Mantetsu para el intercambio de pasajeros y mercancías en la línea Este del norte de Chosen.

### Ferrocarril del Este de Manchuria
A pesar de ser un ferrocarril tan pequeño, se le otorgaron recursos como grandes minas de carbón a lo largo de la línea, y el ferrocarril Hunchun experimentó un gran auge, desempeñando un papel mucho más importante en el desarrollo de esa sección del norte de Corea de lo que se esperaba. El punto de inflexión llegó en 1938, en medio de la segunda guerra sino-japonesa. Aunque Manchukuo estaba participando en la lucha junto a Japón, no hubo batallas dentro de su propio territorio; sin embargo, limitaba con la Unión Soviética que era virtualmente un estado enemigo, lo que suscitaba preocupación en el este de Manchukuo. El área de Hunchun no solo estaba cerca de la frontera soviética, también estaba muy cerca de Corea, y el ferrocarril de Hunchun asumió un papel cada vez más importante. Como resultado, la dirección de Ferrocarriles de Hunchun estableció una empresa de inversión en Japón en marzo de 1938. Esta empresa se llamó Compañía del Este de Manchuria (東満洲産業, Higashimanshū Sangyō) y tenía su sede en Tokio. El 15 de junio de ese año, la Compañía del Este de Manchuria adquirió formalmente Ferrocarriles Hunchun, convirtiéndolo en una subsidiaria de propiedad absoluta llamada Ferrocarril del Este de Manchuria. El capital se incrementó de 120.000 yuanes de Manchukuo a 10 millones de yuanes, y el número de acciones se incrementó de 6.000 a 100.000.
Después de la adquisición, el primer objetivo fue convertir el ferrocarril de vía estrecha existente en vía estándar, para permitir el intercambio directo con Mantetsu y el Ferrocarril Nacional de Manchukuo. El trabajo se completó en noviembre de 1939, incluido el reemplazo del puente del río Tumen, que era demasiado estrecho para permitir la ampliación de la vía. Debido al cambio de ancho de vía, se necesitaba una nueva fuerza motriz y fueron usadas locomotoras del Ferrocarril Nacional de Manchukuo.
También se hicieron planes para expandir el ferrocarril, imaginando una red de alrededor de 92 km. En octubre de 1940, la línea se extendió de Hunchun a Luotuohezi y luego a Hadamen, y al mes siguiente, se construyó otra línea de Luotuohezi a Dongmiaoling vía Maquanzi. Siguieron más construcciones. Un año más tarde, en noviembre de 1941, la línea principal se extendió desde Maquanli a Panshi, y la rama Hadamen se extendió a Gangouzi; en octubre de 1942, esto se amplió aún más a Laolongkou. Aunque se planeó una mayor expansión, la derrota de Japón en la Guerra del Pacífico impidió que se realizaran.

### Posguerra
El destino del ferrocarril después del final de la guerra sigue sin estar claro; sólo se sabe que se cerró tras la derrota de Japón. El 9 de agosto de 1945, la Unión Soviética declaró la guerra a Japón e invadió Manchuria y Corea. Como esta invasión fue a través del río Tumen, es probable que el ferrocarril sufriera daños severos en ese momento. Aunque también se desconoce la fecha del cierre, en mayo de 1946 el ejército soviético entregó Manchuria a la República de China. Como China se encontraba en un estado de guerra civil en ese momento, es probable que el ferrocarril simplemente fue olvidado y abandonado, y nunca reconstruido, después de apenas una década de funcionamiento.

## Servicios
En febrero de 1938, al final de la era de Ferrocarriles Hunchun, había cinco viajes de ida y vuelta diarios, que consistían en vagones de pasajeros de segunda y tercera clase con locomotoras o en vagones de tercera clase. El viaje duraba aproximadamente una hora para el tren de pasajeros y 42 minutos para los de carga. El primer tren salía de Hunchun a las 8:55 a. m., mientras que el primero de Hunyung salía a las 10:55. La última salida de Hunchun era a las 6:00 PM, el último tren de Hunyung salía a las 8:02 PM.
Después de convertirse en el Ferrocarril del Este de Manchuria y pasar al ancho de vía estándar, en agosto de 1940, solo operaban trenes de segunda y tercera clase, con cinco viajes de ida y vuelta diarios. Estos trenes eran mucho más rápidos que los del período de vía estrecha, necesitando solo 30 minutos para hacer el viaje entre Hunyung y Hunchun. El primer tren desde Hunchun salía hacia Hunyung a las 8:44 a. m., y el viaje de regreso de Hunyung era a las 10:29 a. m. El último tren salía de Hunchun a las 6:55 p. m. y volvía de Hunyung a las 8:10 p. m. El precio del billete en Manchukuo, de Hunchun a Hunyung, era de 4 chiao 1 fen (0,41 yuanes de Manchukuo) para tercera clase y 7 chiao 3 fen para los de segunda clase.
Después de que fuera completada la línea a Panshi en junio de 1942, la operación de trenes compuestos por vagones de segunda y tercera clase continuó como antes, pero solo un tren recorrió todo el camino entre Panshi y Hunyung; en los otros viajes, fue necesario un cambio de trenes en Hunchun. Aunque había cinco viajes diarios entre Hunchun y Hunyung, solo había dos viajes de ida y vuelta diarios entre Hunchun y Panshi. El primer tren Hunchun-Hunyung salía a las 6:48 a. m. y regresaba a las 8:12 a. m., mientras que el último tren salía de Hunchun a las 8:48 p. m., regresando de Hunyung a las 10:10 p. m., los viajes duraban alrededor de 30 minutos. Los trenes de Hunchun a Panshi salían a las 9:33 AM y 4:59 PM, regresando a las 11:55 AM y 7:26 PM respectivamente; el tiempo de viaje era de unos 50 minutos. Las tarifas en este momento eran 5 chiao 5 fen para un billete de tercera clase de Hunchun a Hunyung o 1 yuan 5 fen para un billetede segunda clase, y 1 yuan 6 chiao para un billete de tercera clase de Panshi a Hunyung, o 2 yuanes 3 chiao por un billete de segunda clase.
En junio de 1942, había dos viajes de ida y vuelta diarios entre Hunyung y Gangouzi en el ramal Panshi vía Hunchun, con vagones de segunda y tercera clase. Los trenes salían de Hunyung a las 8:12 AM y 1:37 PM, regresando de Gangouzi a las 10:27 AM y 3:41 PM respectivamente. El tiempo de viaje a Gangouzi fue de 1 hora y 30 minutos desde Hunyung y 47 minutos desde Hunchun. La tarifa entre Hunyung y Gangouzi era de 1 yuan 6 chiao por un billete de tercera clase y de 3 yuanes por un boleto de segunda clase. En ese momento también había dos viajes de ida y vuelta diarios entre Hunchun y Dongmiaoling, también con vagones de segunda y tercera clase. Los trenes salían de Hunchun a las 9:16 a. m. y 4:40 p. m., regresando de Dongmiaoling a las 11:35 a. m. y 7:04 p. m. respectivamente. El tiempo de viaje era de 54 minutos. Un billete de tercera clase de Hunyung a Dongmiaoling costaba 1 yuan 5 chiao 5 fen, un billete de segunda clase para el mismo viaje costaba 2/6/5.
Había dos minas de carbón ubicadas en Ying'an y una en Hunchun; estas eran fuentes importantes de tráfico de mercancías para el Ferrocarril del Este de Manchuria.

## Material rodante
Aunque no se conoce información detallada debido a la escasez de registros supervivientes, existe cierta información en forma de fotografías.

### Vía estrecha
El ferrocarril Hunchun y el Ferrocarril del Este de Manchuria en sus primeros días, operaban en vías estrechas de 762 mm. Aunque no se han encontrado documentos, las fotografías muestran una locomotora de vapor 0-6-0T de aproximadamente 10 toneladas, que en apariencia parece ser un diseño de Orenstein & Koppel. Se desconoce el número de locomotoras utilizadas.

### Ancho internacional

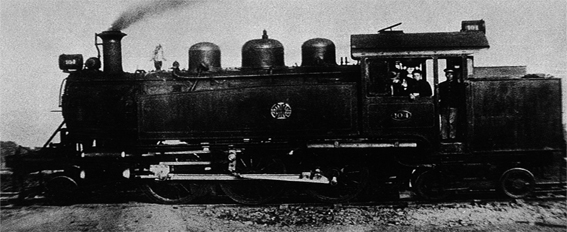
ダ ブ コ 501 construida para el ferrocarril Jihai con el número 801.

Aunque se sabe poco acerca de la fuerza motriz del ancho de vía estándar del Ferrocarril del Este de Manchuria, hay cierta información disponible sobre las locomotoras alquiladas al Ferrocarril del Sur de Manchuria.
- Clase Dabuko (ダブコ501-ダブコ505)

Estas locomotoras 2-6-4T fueron construidas originalmente por Baldwin en 1927 para el ferrocarril de Jihai, numeradas de la 801 a la 805. Después de que el Ferrocarril Nacional de Manchukuo asumiera el control del Ferrocarril de Shenhai, fueron reclasificadas y renumeradas, convirtiéndose en la clase Dabuni ダ ブ ニ 5440 a ダ ブ ニ 5444; más tarde, fueron reclasificadas y renumeradas nuevamente, esta vez convirtiéndose en la clase Dabuko ダ ブ コ 501 a ダ ブ コ 505, y posteriormente fueron arrendadas al Ferrocarril del Este de Manchuria.

## Situación tras el cierre
No queda rastro de la línea desde Hunyung hasta el río Tumen, pero los pilares del antiguo puente todavía persisten. Todavía hay rastros de la línea en el lado chino, y parte del derecho de paso se utilizó en la construcción de la línea interurbana Changchun-Hunchun inaugurada por China Railway en 2015. Otras partes del derecho de paso permanecen como caminos sin pavimentar fuera de la ciudad de Hunchun.